# 佐賀市立川副中学校

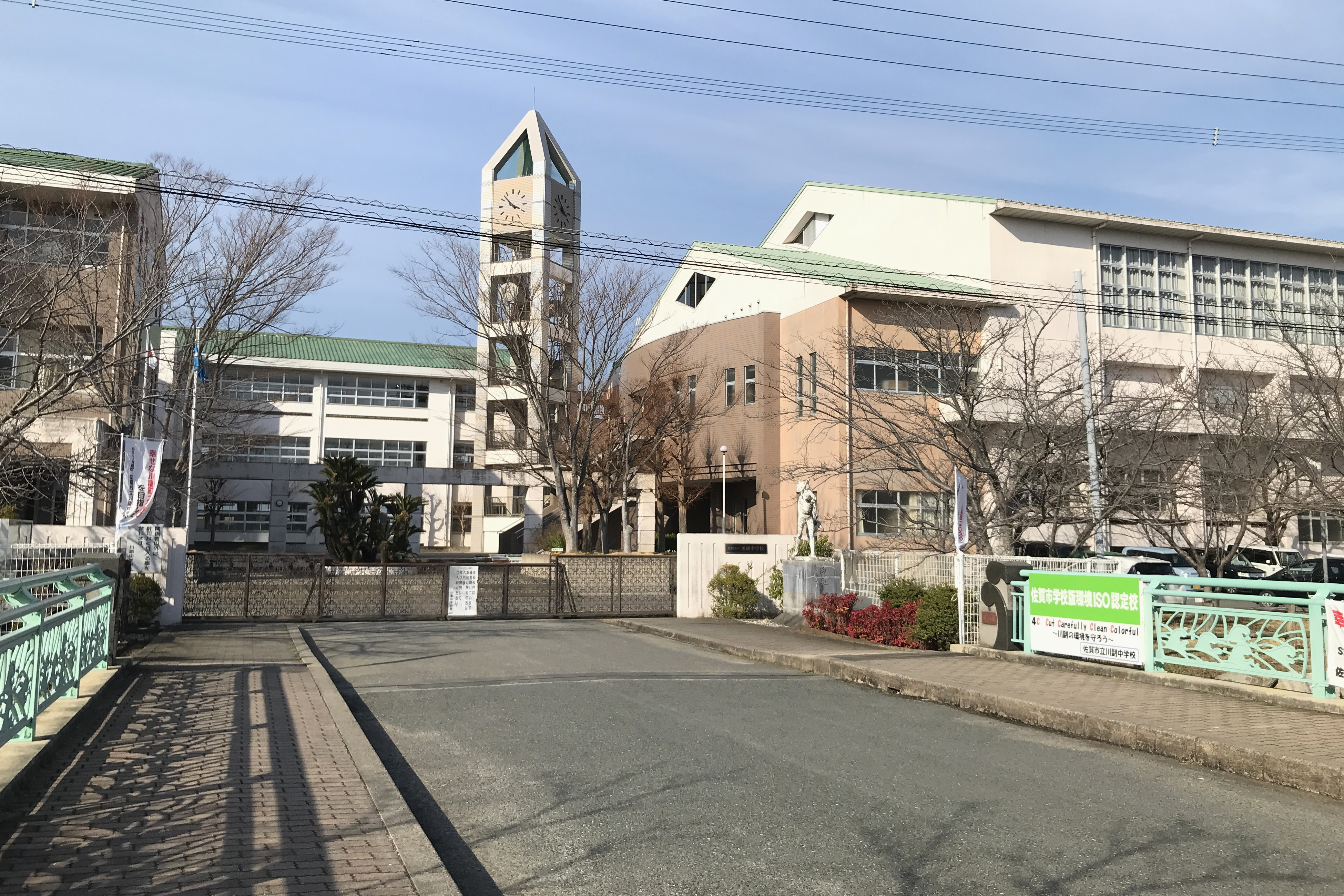
時計塔と体育館

佐賀市立川副中学校（さがしりつかわそえちゅうがっこう）は佐賀県佐賀市川副町鹿江にある市立中学校。
1958年（昭和33年）9月に、南川副中、西川副中、中川副中、大詫間中の4校が統合してできた。
校章には中央に統合された中学の文字を入れ、川副町民に抱かれて、希望に胸を張ってすくすくと成長する姿を象徴し、一筋の白線は一つに融和統合された清き心をあらわしている。
最近まで校則で男子生徒の髪型は丸刈りとされていた。かつては周囲の中学校に丸刈り規制があるなか、珍しく長髪が認められていたが、1979年（昭和54年）に生徒指導上の理由などから丸刈り校則が導入されたものと思われる。2008年（平成20年）に丸刈り校則が廃止された。

## 概要
- 所在地　佐賀県佐賀市川副町大字鹿江710番地
- 校歌は作詞 内山良男、作曲 富永定美で、歌い出しは「潮の香運ぶ 川風に搖れる」。
- 生徒会歌は作詞 川崎重洋、作曲 納富誠治。

## 沿革
- 1958年（昭和33年）
  - 9月30日 - 南川副中学校、西川副中学校、中川副中学校を統合のため廃校
  - 10月1日 - 川副町立川副中学校が発足。この日を設立日とする。
- 1959年（昭和34年） - 大詫間中学校は翌年3月31日に廃校
- 1962年（昭和37年）11月6日 - 給食開始
- 1963年（昭和38年）3月15日 - 川副中学校統合校舎総合落成式
- 1968年（昭和43年）11月13日 - 創立10周年記念式典
- 1991年（平成3年）
  - 8月26日 - 川副中学校新校舎落成式及び町制施行35周年記念式典開催
  - 9月 - 九州北部に上陸した台風により、木造の旧校舎が大きな被害を受ける
- 1994年（平成6年）4月13日 - 屋内運動場落成式
- 1996年（平成8年）5月26日 - 夜間照明付テニスコート完成
- 2003年（平成15年）9月11日 - 「21世紀さが国際音楽祭」開演
- 2007年（平成19年）
  - 7月29日 - 本校体育館が「2007青春・佐賀総体」ハンドボール会場になる
  - 10月1日 - 佐賀市編入により佐賀市立川副中学校に改称
- 2008年（平成20年） - 丸刈り校則を廃止
- 2022年（令和4年） 4月- 新しい標準服を導入

## 校訓
鍛錬　友愛　創造

## 部活

### 体育部
- 軟式野球
- バスケットボール(男女)
- ソフトテニス(男女)
- バレーボール(女)
- 卓球(男女)
- 陸上競技(男女)
- ラグビー

### 文化部
- 美術
- 吹奏楽部

## 学校行事
- 04月 - 入学式
- 05月 - 生徒総会、体育大会
- 06月 - 前期中間テスト
- 07月 - 市・県中体連大会
- 08月 - 全校登校日
- 09月 - 前期期末テスト
- 10月 - 市・中体連新人戦、修学旅行
- 11月 - 文化発表会、後期中間テスト
- 12月 - 生徒会長選挙
- 01月 - 私立高校入試
- 02月 - 学年末テスト
- 03月 - 県立高校入試、卒業式

## 服装
夏服、合服、冬服の3種類があり、個人でいつ着るか決めることができる。指定無し。

## 髪型
男子は耳にかからない程度の長さ。モヒカンやリーゼント、ツーブロック、ワックスなどは禁止。
女子は肩にあたるくらいの長さであれば耳の下で一つに結ぶ。同じく耳の下でなら二つ結びも可能。